# Cantone di La Roche-Derrien
Il Cantone di La Roche-Derrien era una divisione amministrativa dell'Arrondissement di Lannion.
A seguito della riforma approvata con decreto del 13 febbraio 2014, che ha avuto attuazione dopo le elezioni dipartimentali del 2015, è stato soppresso.

## Composizione
Comprendeva 11 comuni:
- Berhet
- Cavan
- Coatascorn
- Hengoat
- Mantallot
- Pommerit-Jaudy
- Pouldouran
- Prat
- Quemperven
- La Roche-Derrien
- Troguéry